# Exostosi
Una exostosi és la formació de nou os en la seva superfície. Les exostosis poden causar dolor crònic que va des de lleu fins a sever, segons la forma, la mida i la ubicació de la lesió. Es troba més comunament en llocs com les costelles, on es formen petits creixements ossis, però de vegades poden créixer grans en llocs com els turmells, els genolls, les espatlles, els colzes i els malucs. Molt poques vegades són al crani.
De vegades, les exostosis tenen forma d'esperons, com els esperons calcanis.
L'osteomielitis, una infecció òssia, pot deixar l'os adjacent amb formació d'exostosi. Les artropaties neuropàtiques dels peus, observada principalment en diabètics, també pot deixar esperons ossis que poden esdevenir simptomàtics.
Normalment es formen als ossos de les articulacions i poden créixer cap amunt. Per exemple, si es forma un os addicional al turmell, pot créixer fins a la canyella.
Quan s'utilitza a les frases "exostosi cartilaginosa" o "exostosi osteocartilaginosa", el terme es considera sinònim d'osteocondroma. Algunes fonts consideren que els dos termes volen dir el mateix fins i tot sense qualificatius, però aquesta interpretació no és universal.